# (372) Palma
(372) Palma és un asteroide descobert el 19 d'agost de 1893 per l'astrònom occità Auguste Charlois al seu observatori de Niça. Té una mida considerable, 94,3 km de radi, que el situa entre els 30 asteroides més grans descoberts fins ara. La designació provisional que va rebre era 1893 AH. El seu nom sembla ésser una proposta de l'Astronomisches Rechen-Institut de Heidelberg al descobridor i va en la línia de llocs geogràfics de la zona mediterrània, propers a Niça, en aquest cas la ciutat de Palma.